# Comuna de Domaniewice
Domaniewice (polaco: Gmina Domaniewice) é uma gminy (comuna) na Polónia, na voivodia de Lodz e no condado de Łowicki. A sede do condado é a cidade de Domaniewice.
De acordo com os censos de 2004, a comuna tem 4621 habitantes, com uma densidade 53,6 hab/km².

## Área
Estende-se por uma área de 86,23 km², incluindo:
- área agricola: 76%
- área florestal: 14%

## Demografia
Dados de 30 de Junho 2004:
|                      | Total   | Total | Mulheres | Mulheres | Homens  | Homens |
| -------------------- | ------- | ----- | -------- | -------- | ------- | ------ |
|                      | pessoas | %     | pessoas  | %        | pessoas | %      |
| População            | 4621    | 100   | 2383     | 51,6     | 2238    | 48,4   |
| Densidade (pop./km²) | 53,6    | 100   | 27,6     | 27,6     | 26      | 26     |

De acordo com dados de 2002, o rendimento médio per capita ascendia a 1202,18 zł.

## Subdivisões
- Domaniewice, Krępa, Lisiewice Małe, Lisiewice Duże, Reczyce, Rogóźno, Sapy, Skaratki, Skaratki pod Las, Skaratki pod Rogóźno, Stroniewice, Strzebieszew.

## Comunas vizinhas
- Bielawy, Głowno, Łowicz, Łyszkowice